# 山下城 (摂津国)
山下城（やましたじょう）は、兵庫県川西市にある向山（標高：188.4メートル）と、谷を隔てて城山（標高：181.4メートル）にある2つの山からなる日本の城（山城）。城山の方は登山道も整備され、巨大な堀切跡など多数の遺構が確認できる。一庫城とも言う。

## 概要

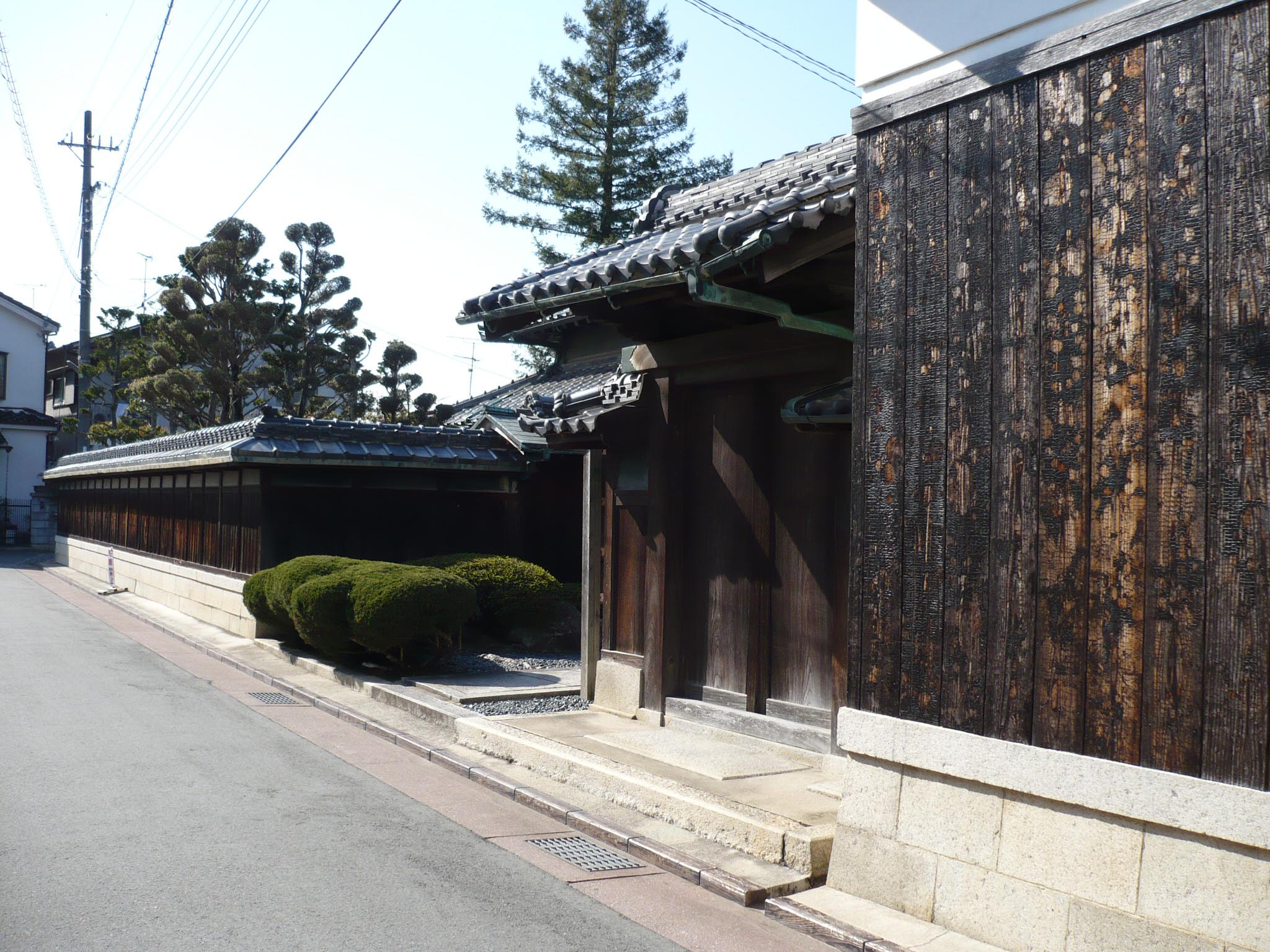
居館推定地

この城は二山一城で、北側と西側に一庫川が流れており、南側を初谷川が流れ一庫川に合流している。また城山の山麓にある下財町周辺には山下城の居館があり、下財屋敷は一辺が約160メートルであったとされている。また山下町や初谷川より南側全体が山下城の城下町が形成されていた可能性も指摘されている。近くには一庫ダム、川西市郷土館がある。

## 沿革

### 築城3説
田中政一の著書『多田雪霜談考』によると山下城の築城は3説存在している。
1. 天禄年間（970年 - 973年）に源満仲の婿、塩川仲義が新田城の支城として築城した
2. 南北朝時代に塩川仲章が築城した
3. 天正7年（1579年）4月20日、塩川国満が織田信長から与えられた

諸説あるが、山下城という名称は江戸時代以後に使われていたものであり、「龍尾城」という別名も史料には登場しないので城史については不明とされていた。しかし、近年新たな文献の考察により山下城の実態が明確になりつつある。
それは、『高代寺日記』（内閣文庫所蔵）の下巻『塩川家臣日記』という副題がある史料で1542年（天文11年）の項目に、
とあり、この獅子山城というのは山下城の事をさしており、越後守というのは11世紀の源頼仲のことではないかと思われている。つまり塩川家臣日記では［源頼仲の古城跡に塩川国満が改修した］と記載されている。これらにより兵庫県民俗芸能調査会によると『細川両家記』に記載されている「一庫城」は山下城を指すことになる、としている。

### 一庫城の戦い

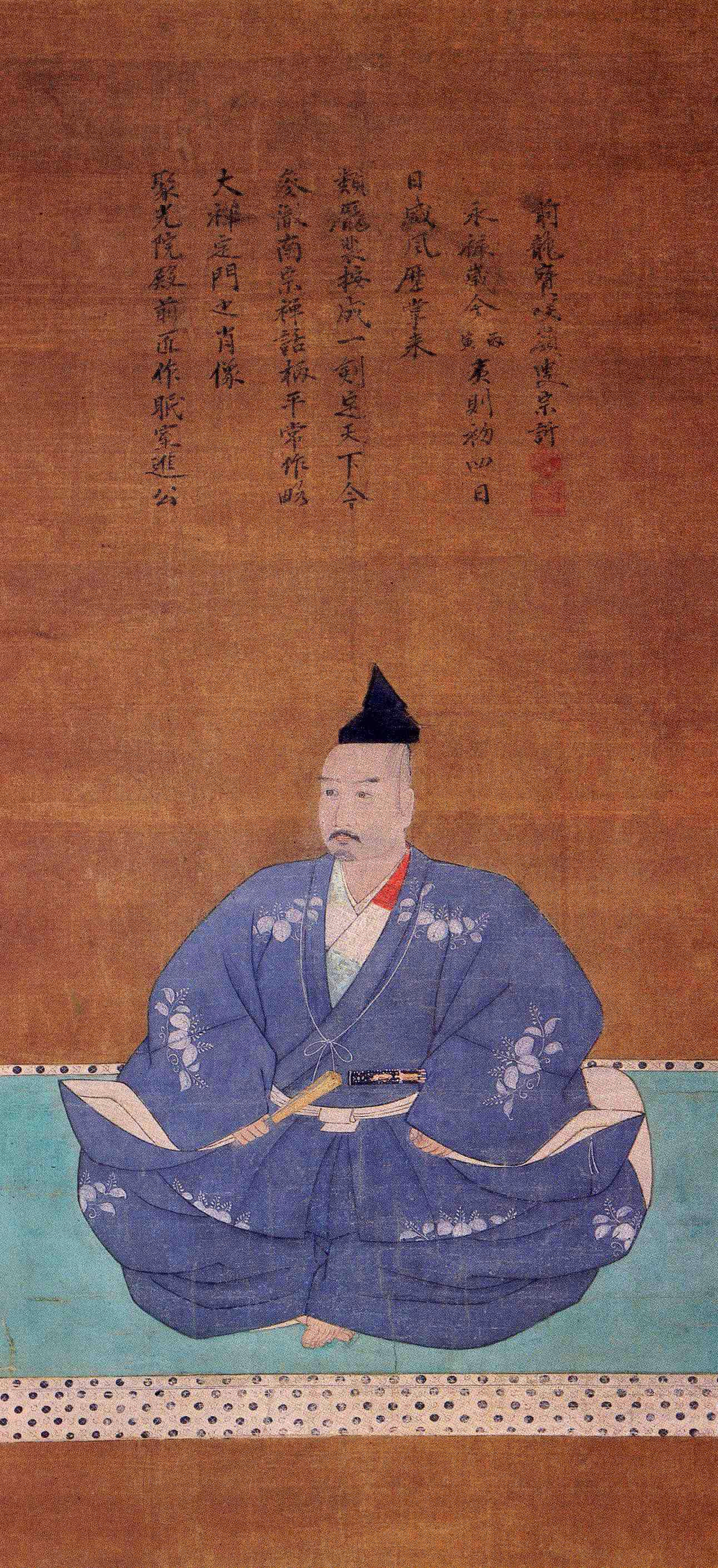
三好長慶像

畿内で大騒乱となった享禄・天文の乱も、天文4年（1535年）に大坂本願寺法主証如と細川晴元が和睦して終結、中嶋城で挙兵した一向一揆も木沢長政が天文5年（1536年）7月に奇襲し、制圧した。細川晴国も同年7月に隠れ家が発見され殺され、これにより細川晴元政権も畿内で安定するかに思えた。ところが、同年の少し前、1月に三好長慶が上洛した時から争乱の兆しが見え始めてきた。
天文10年（1541年）8月に晴元は三好政長、三好長慶、波多野秀忠らに多田一庫城にいる塩川政年（『細川両家記』では塩川政年と記載されているが、塩川国満の父で、この時実質上の城主は国満であった可能性もある）の攻略を命じた。これは大物崩れで討死にした細川高国の妹が政年の妻で、高国の残党狩りをもくろんでいた三好軍は一庫城を包囲した。
これに反感を抱いたのは、国満の縁戚にあたる伊丹親興（伊丹城主）や三宅国村（三宅城主）で、一庫城攻撃の不当性を将軍足利義晴に直訴し、木沢長政に救援を依頼、親興自身も急遽援軍に向かった。その後、伊丹城に木沢、伊丹、三宅軍が集結し、その動きを察知した三好軍は一庫城の攻囲を解き、同年9月29日に越水城に退却した。

### 廃城
塩川国満の所領は川辺郡となっており、その東隣は能勢郡で領主となっていたのは能勢頼次で両者は度々領土争いを展開していた。

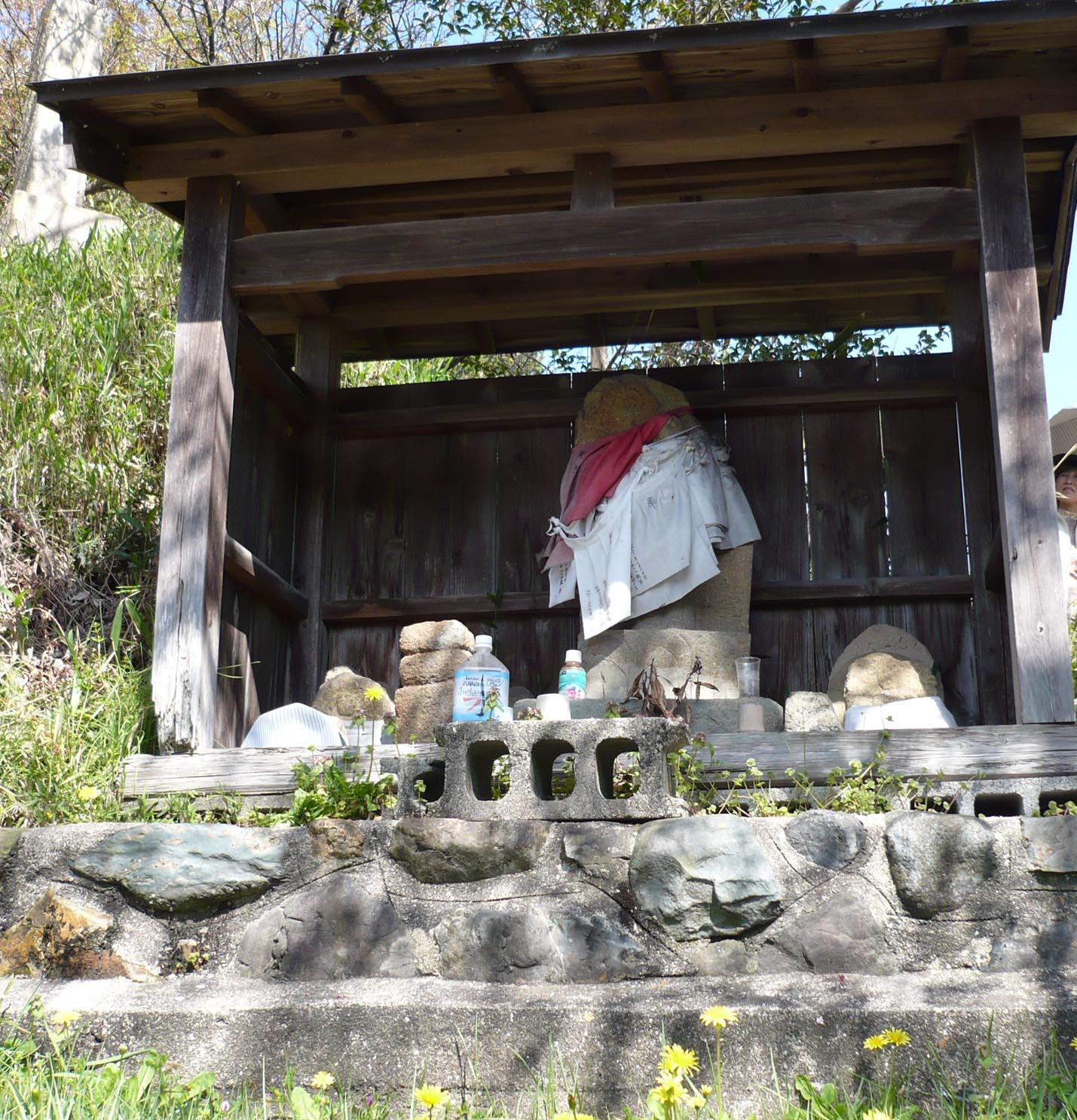
大手門付近にある首供養地蔵

この時代、畿内は豊臣秀吉の天下となり、能勢頼次は豊臣軍の九州征伐の先鋒として天正12年（1584年）6月に出発した後、塩川国満は積年の領土争いに決着をつけるべく、同年10月14日、枳根之宮合戦に発展する。
まず能勢頼次の主要の城である地黄城、田尻城をその日のうちに落城させたが、逆に11月5日に三草山清山砦を守っていた塩川国良は能勢軍の反撃にあって討ち死にした。主が留守の能勢軍も抵抗をみせたが、大勢は能勢軍の敗北であった。知らせを聞いた頼次は12月10日に大坂城に帰着、秀吉に面会後、13日に地黄城に帰城した。
この報告を聞いた秀吉は、勝手に戦を仕掛けた国満に激怒し、池田輝政らに討滅を命じ15日に山下城を取り囲んだ。この時若干の戦闘はあったようだが、秀吉の許しが難しいとさとった国満は山下城を開城し、切腹して死去した。この時の首が山下城の大手門に葬られ、これによって山下城は廃城となった。

## 城郭
山下城は二山一城で城郭も2箇所存在している。城山の方が遺構が多数残っている、面積が大きい、という点から中心は城山の方で、向山は補完する存在と思われる。
城山と向山の間には城郭施設が見受けられず、連絡路のみ見受けられる。このような城郭を築いた理由として、谷を挟んで両翼から防御できる、片方の城が落城しても、もう片方に敵が押し寄せるのは時間がかかり反撃できる、などが考えられる。

### 城山
最高所は、本城曲輪（30メートル×40メートル）があり、その東側には土塁、北側には櫓跡があり、本城曲輪から更に北側には、深さ10メートルの巨大な「二重堀切」が確認できる。またこの本城曲輪を起点に、東曲輪群と西曲輪群が尾根伝いにある。
- 東曲輪群
  - 木戸曲輪、二の段、三の段、四の段、腰曲輪、六の段、七の段（愛宕神社）

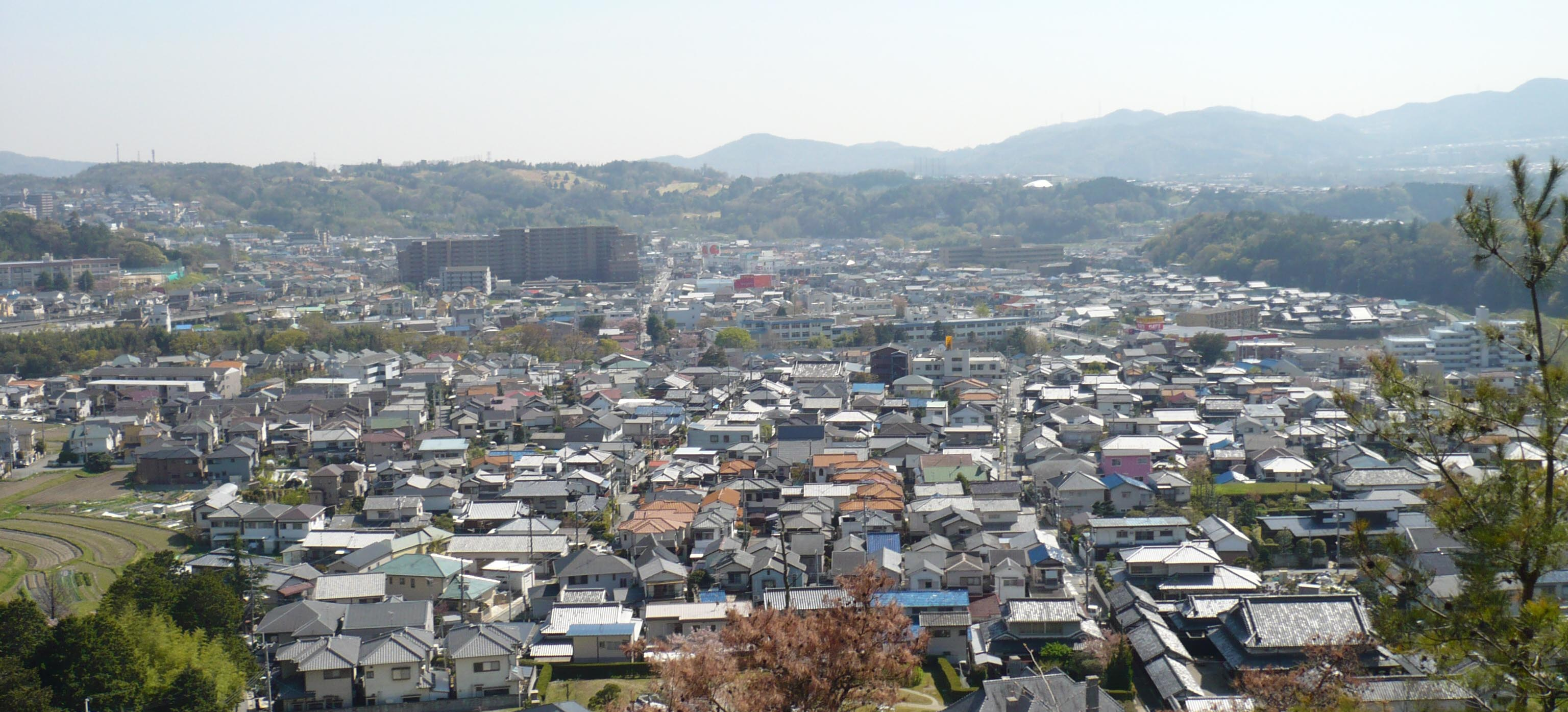
城山、七の段（愛宕神社）からみた眺望

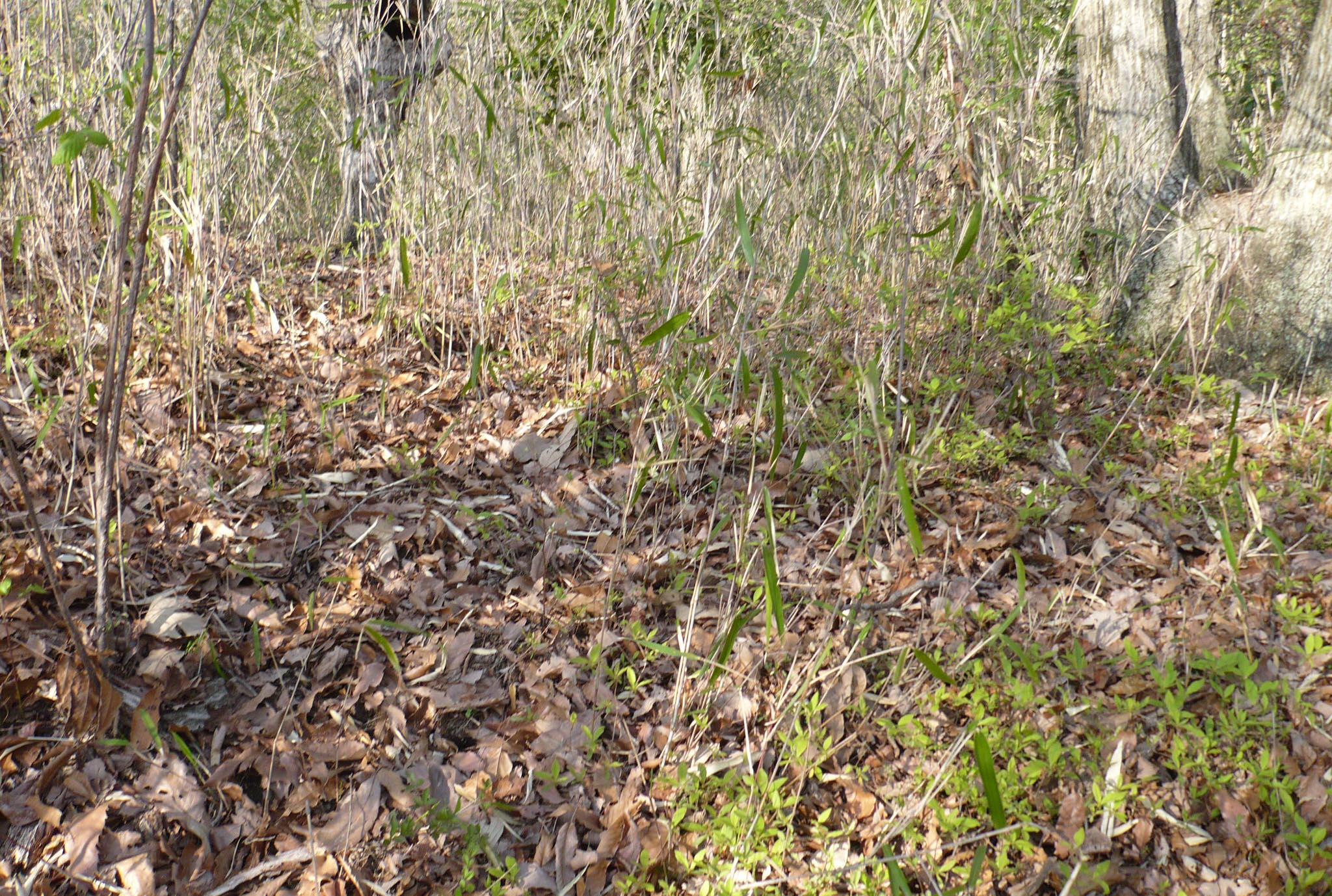
向山の単曲輪跡

- 西曲輪群
  - 腰曲輪、二の段、三の段、四の段、五の段

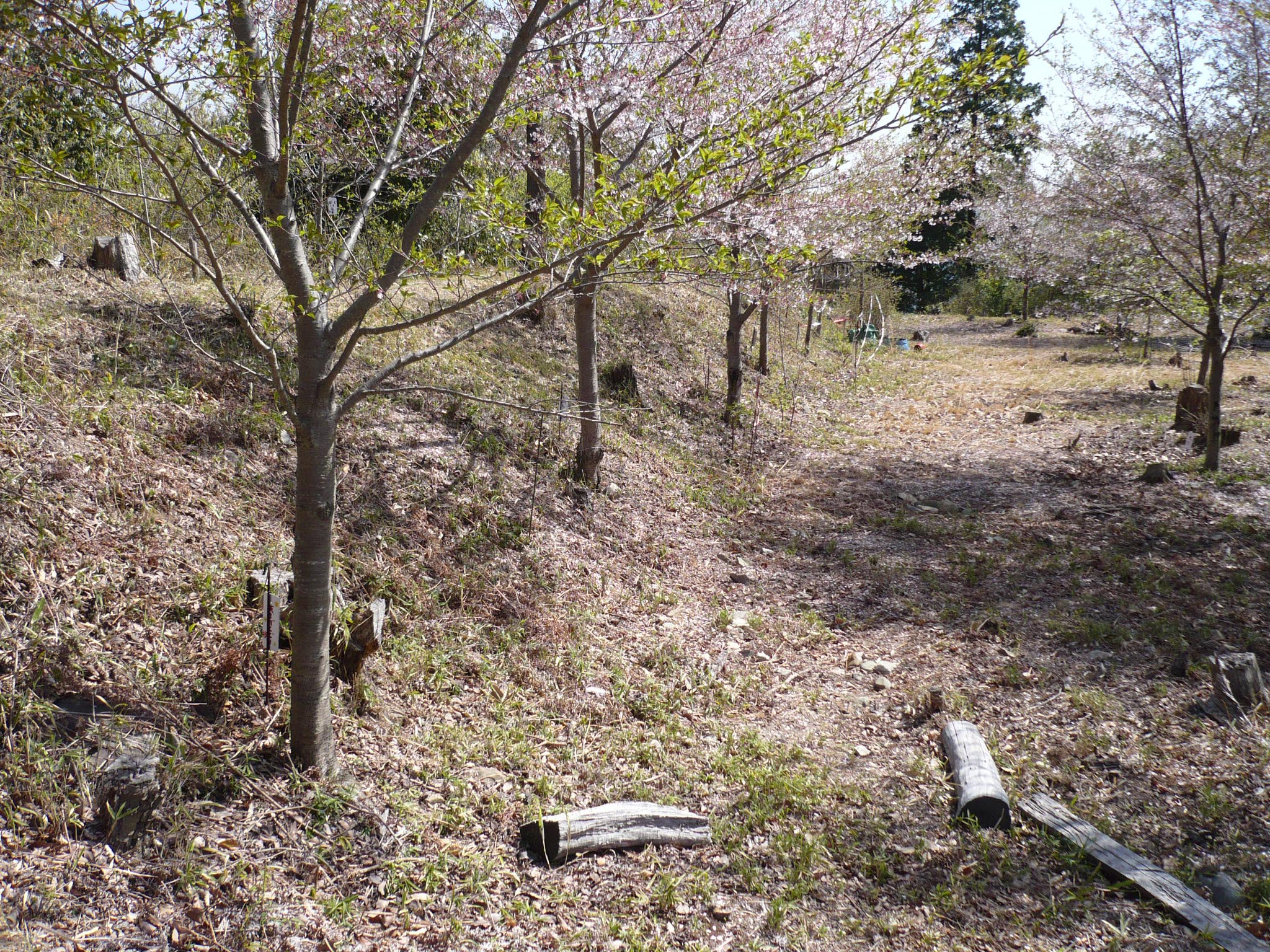
本城曲輪にある土塁跡
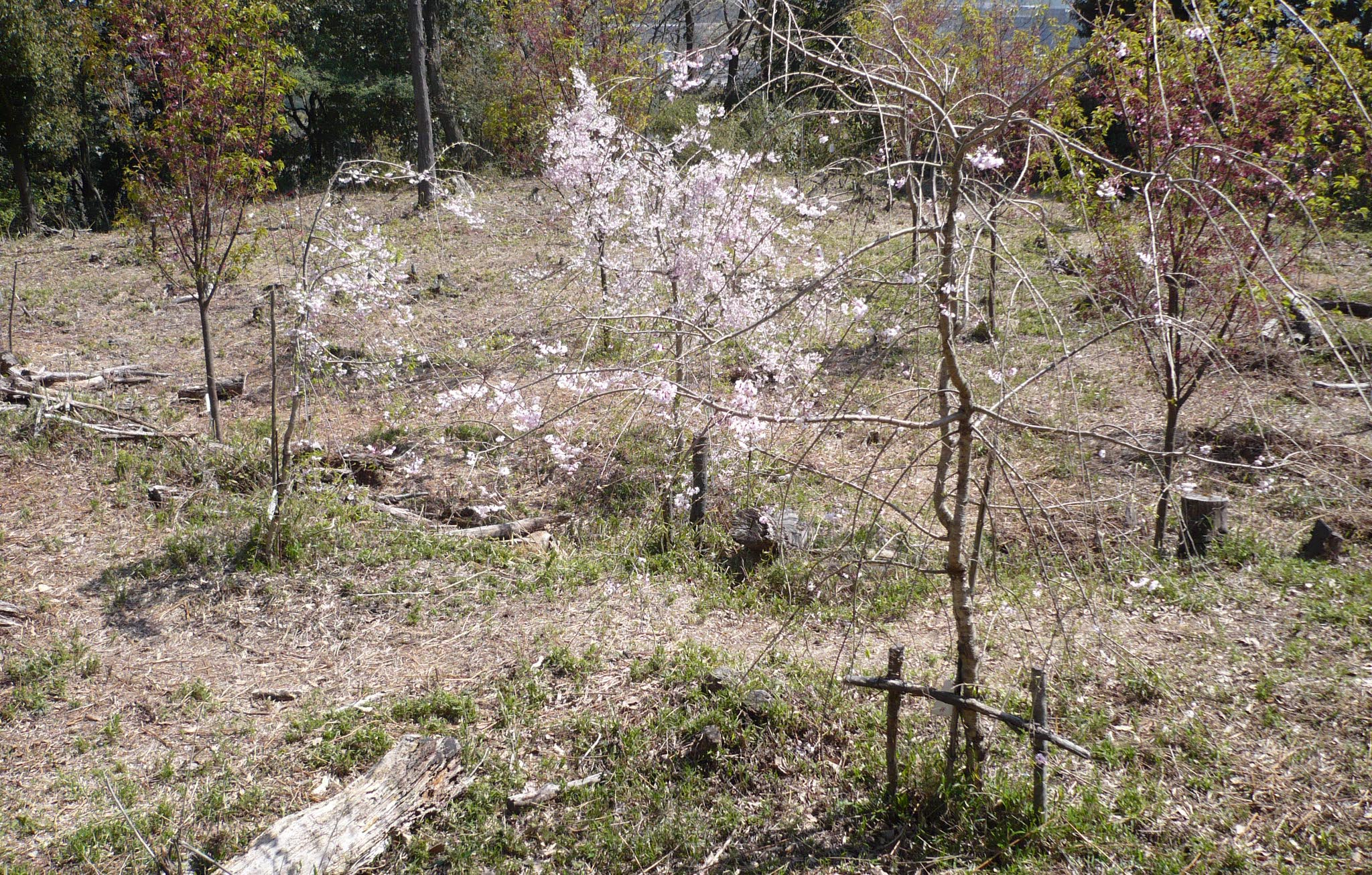
三の段、四の段曲輪跡
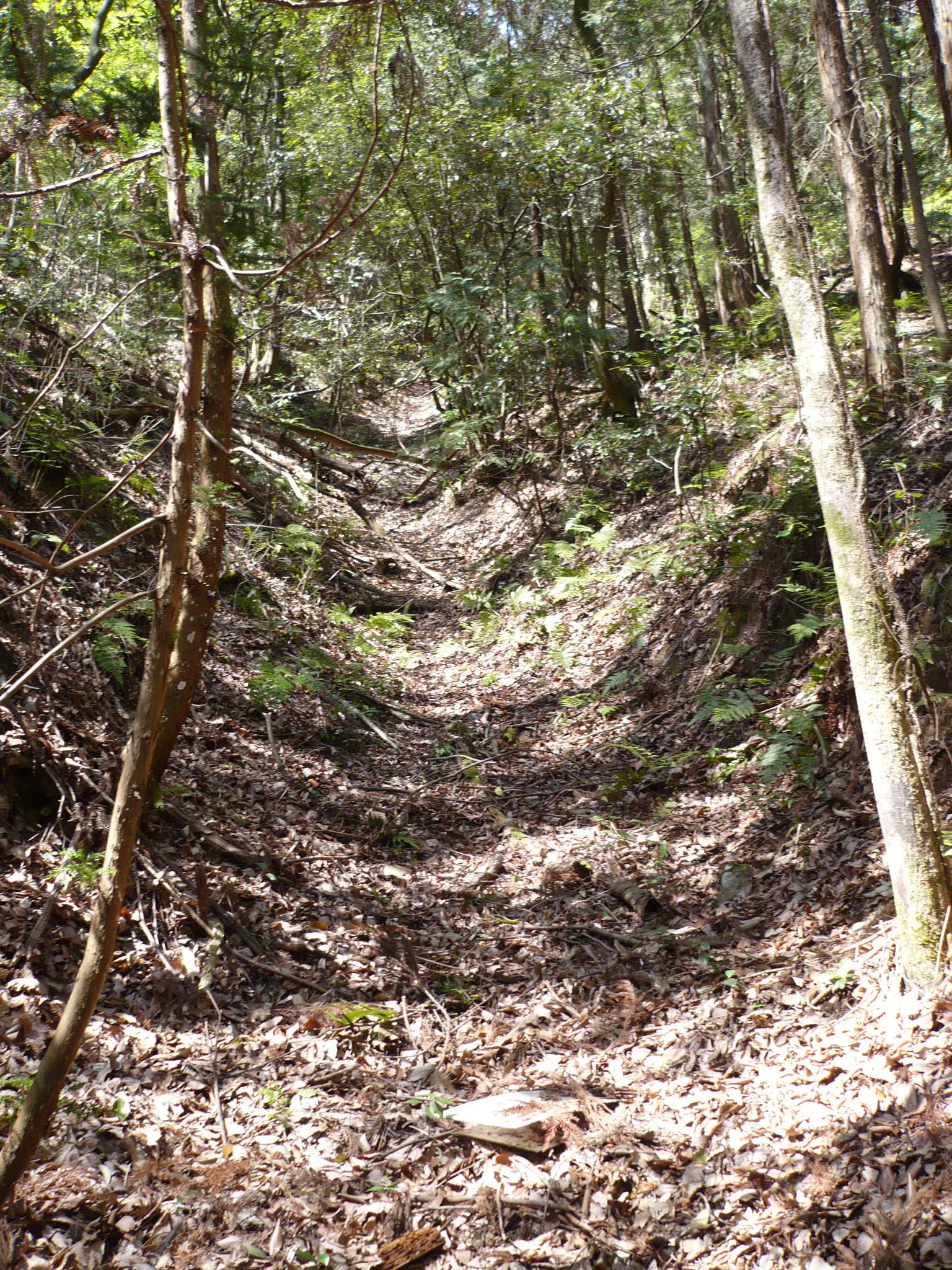
北側にある堀切跡
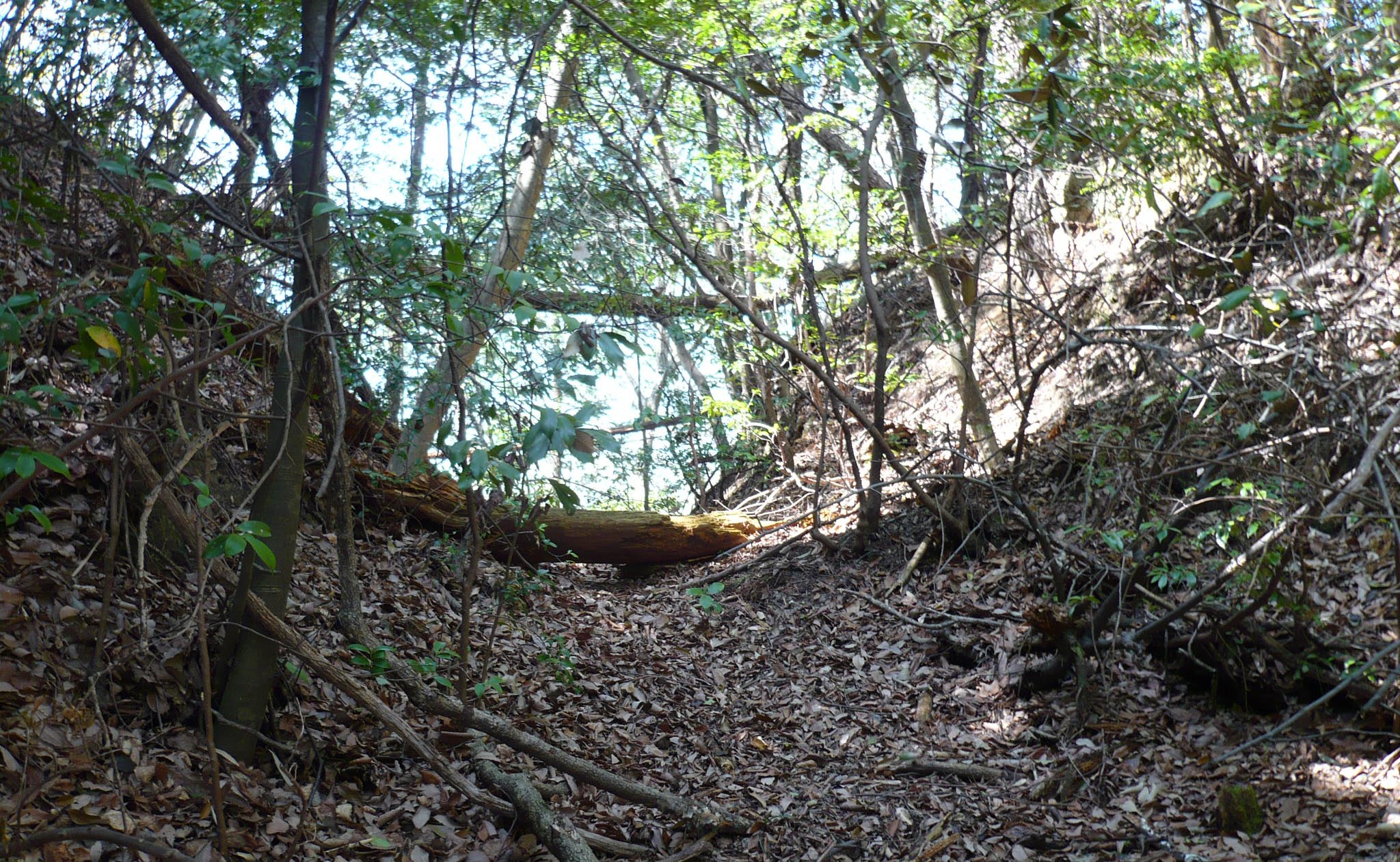
北側にある堀切跡

### 向山
向山の縄張りは城山に比べると簡単で、山頂に主郭が確認でき周りに土塁と腰曲輪を配置し、主郭の中心部には礎石が散在しているので、こちらにも何らかの建造物があったことが想像される。
向山には登山道が整備されていないため、登山には注意が必要である。

## 城跡へのアクセス
- 公共交通機関でのアクセス

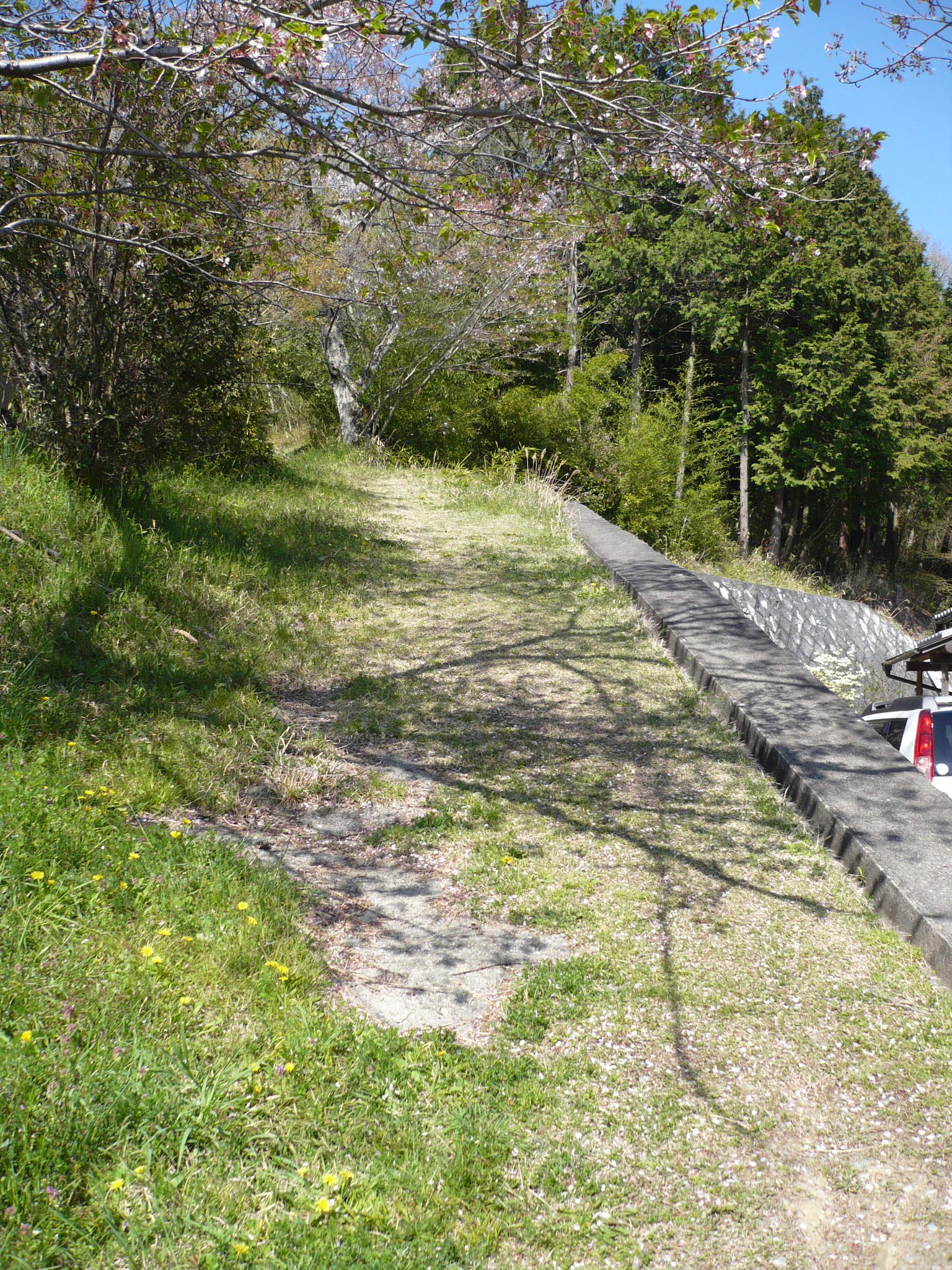
城山の登山口／大手門跡

  - 能勢電鉄山下駅 - 徒歩 北西750m - 登山口
- 車でのアクセス
  - 阪神高速道路池田線池田木部第二出入口 - 国道173号
  - 周辺に駐車場なし
- 徒歩でのアクセス
  - 登山口 - 徒歩 - 城山山頂 約35分